# 中国国民党甘肃省党部
中国国民党甘肃省党部是中国国民党在甘肃省的省级组织，位于兰州。

## 历史
| 1923      | 联俄容共                 |
| 1924      | 第一次全国代表大会       |
| 1925      |                          |
| 1926      | 北伐军占领兰州           |
| 1926      | 成立甘肃省党部           |
| 1927      | 召开甘肃省第一次代表大会 |
| 1927      | 清党                     |
| 1928      | 整理党务                 |
| 1929      | 蒋桂战争                 |
| 1930–1946 |                          |
| 1947      | 与三青团合并             |
| 1948      |                          |
| 1949      | 解放军占领兰州           |

1912年11月，国民党甘肃支部成立。1925年7月，成立省党部筹备委员会。1926年10月，甘肃临时省党部成立。1927年7月，冯玉祥勒令省内各级党部停止工作。1927年10月，成立甘肃省筹备委员会，11月选举产生第一届执委会。1928年3月，奉令结束；6月，成立甘肃省党务指导委员会。1929年5月，成立第二届执委会。1930年12月，冯玉祥讨蒋失败，省党部因“附逆叛党”被中央命令解散。1931年3月，成立甘肃省党部整理委员会。1935年，改为执委会。西安事变后，执行委员会为特派员制。1938年7月，取消特派员制，成立执行委员会。1947年7月，与三青团合并。1949年，解放军占领兰州前，省党部要员西逃，多数档案被带走或销毁。